# Sāmereh-ye Soflá
Sāmereh-ye Soflá (persiska: سامره سفلی) är en ort i Iran.   Den ligger i provinsen Kermanshah, i den västra delen av landet, 400 km väster om huvudstaden Teheran. Sāmereh-ye Soflá ligger 1 378 meter över havet och antalet invånare är 143.
Terrängen runt Sāmereh-ye Soflá är varierad.Runt Sāmereh-ye Soflá är det ganska tätbefolkat, med 185 invånare per kvadratkilometer. Närmaste större samhälle är Kermānshāh, 18,9 km nordost om Sāmereh-ye Soflá. Omgivningarna runt Sāmereh-ye Soflá är i huvudsak ett öppet busklandskap.